# Безносюк, Сергей Александрович
Серге́й Алекса́ндрович Безносю́к (род. 5 января 1953, Чимкент) — российский учёный, основатель и руководитель научной школы «Фундаментальные основы нанонаук и прорывные нанотехнологии конденсированного состояния», доктор физико-математических наук, профессор, почётный работник высшего профессионального образования Российской Федерации, лауреат общенациональной премии «Профессор года» в номинации «химические науки», член Центрального Правления Нанотехнологического Общества России.

## Биография
Родился в Чимкенте 5 января 1953 года. В школьные годы проявил значительные наклонности к спорту, однако особенный интерес к математике, физике и химии оказался решающим для дальнейшего выбора пути в науку. В конце 1960-х окончил «химический» класс.
Получил высшее профессиональное образование в Томском государственном университете, с отличием окончив физический факультет по специальности «Физика» в 1974 году. Под научным руководством доктора физико-математических наук профессора В. П. Фадина в 1978 году защитил кандидатскую диссертацию на тему «Метод функционалов спиново-зарядовой плотности и основное состояние щелочных и 3d-переходных металлов». С 1977 г. по 1979 г. преподавал на кафедре экспериментальной физики Томского государственного университета.
В 1984 г. присвоено звание старшего научного сотрудника по специальности «химическая кинетика и катализ» за проведённые в течение 1979—1984 гг. исследования в научно-исследовательской лаборатории Казахского химико-технологического института, а также в Институте катализа и электрохимии Академии наук КазССР.
В последующий период до 1994 г. работал в Карагандинском государственном университете, где занимал должность заведующего кафедрой квантовой химии.
В 1993 г. решением диссертационного совета Института физики прочности и материаловедения СО РАН присвоена учёная степень доктора физико-математических наук, по результатам защиты диссертации на тему «Электронная теория активных центров микроструктурных превращений материалов».
С 1994 г. работает в Алтайском государственном университете. Избран на должность заведующего кафедрой физической и коллоидной химии в 1996 г. Профессор экспериментальной физики с 1997 г. С 2015 г. заведующий кафедрой физической и неорганической химии Института химии и химико-фармацевтических технологий Алтайского государственного университета.
Начиная с 2000-х возглавлял и возглавляет ряд институтов, научных центров и лабораторий в составе структуры Алтайского государственного университета: Научно-методический институт открытого и дистанционного образования АлтГУ (2000—2003); Центр коллективного пользования научным оборудованием «Нано-Био-Инжиниринг» (2007—2012); Научно-образовательный центр «Нанотехнология» (2007—2012); научно-исследовательская сетевая лаборатория «Квантовых технологий материалов» (АлтГУ [Барнаул] — ИФПМ СО РАН [Томск], с 2021 года) и другие.
На протяжении многих лет входил в состав диссертационных советов по физико-математическим специальностям в Алтайском государственном университете и Алтайском государственном техническом университете. В настоящее время — член диссертационного совета по специальности «Физика конденсированного состояния» в Алтайском государственном университете.
Является научным руководителем аспирантуры по специальности «физическая химия». К 2025 г. по физической химии и физике конденсированного состояния под его руководством защитили диссертации по направлению квантовых нанотехнологий 12 кандидатов наук. Руководит программой магистерской подготовки «Квантовые технологии, компьютерный наноинжиниринг, физикохимия и экспертиза материалов».

## Научные исследования
Начальный период научных теоретических исследований был связан, прежде всего, с разработкой методов теории функционала плотности. В кандидатской диссертации показал, что аналитический вид функционала плотности в квантово-полевом подходе кардинально зависит от кинематических условий квантовой механики, таких как граничные условия, спин, число тождественных электронов в молекуле. В работе также было показано, как энергии квантово-полевых квазичастиц плотности задают спектр химических потенциалов в зависимости от числа электронов в молекуле вещества. Предложенные в диссертации модели функционала плотности позволили рассчитать как энергетические, прочностные, так и магнитные характеристики металлов 3d-переходного ряда.
Одним из наиболее значимых достижений за период начала 1980-х стало развитие метода аппроксимирующих квазичастичных функционалов плотности, который стал с успехом применяться в теории активных каталитических центров при описании трансформаций электронной структуры реагирующих молекул на маршрутах химических реакций в активированном комплексе. В частности, учёным совместно с сотрудниками Казахского химико-технологического института и Института катализа и электрохимии АН КазССР было показано, что в активированном комплексе химической реакции происходит формирование особого типа короткодействующих кластерных связей. Их роль состоит в метастабилизации кластера активного центра на время прохождения реакции между молекулами. Концепция кластерных связей позволила построить количественную теорию элементарных стадий каталитической гидрогенизации бензола в присутствии атомов переходных металлов (Ni, Rh, Ru, Pd).
Важнейшим достижением периода с первой половины 1980-х по начало 1990-х стала разработка концепции квантово-полевой химии конденсированного состояния. Совместно с соавторами обосновал методы функционала плотности и квантовой топологии плотности в представлении метода кинематических волн плотности и объединил все три метода в единую концепцию квантово-полевой химии. Концепция нашла своё приложение в обосновании квантово-полевого и информационно-топологического подходов к построению «квантовой химии в физическом пространстве». В научных работах этого периода построен математический аппарат качественного и количественного описания открытых химических систем, их перестройки в химических реакциях. Приложения теории проиллюстрированы расчётами активных кластерных центров в процессах образования дефектов твёрдых тел и гетерогенного катализа реакций органических молекул (см. монографию и библиографию к ней).
В 1993 г. концепция квантово-полевой химии и разработка основ её приложений в теории наноструктурных превращений вещества были защищены в диссертации на соискание учёной степени доктора физико-математических наук.
С 1994 г. его научная группа в Алтайском государственном университете провела цикл научно-исследовательских работ по квантовой теории строения наноструктур вещества в рамках концепции квантово-полевой химии. Результаты были опубликованы в ведущих журналах, они послужили основой для защиты двух кандидатских диссертаций и докладывались на нескольких международных форумах. Работы получили поддержку научным грантом Министерства образования РФ (1997—2000 гг.).
С начала 2010-х гг. теоретические исследования охватывают такие области науки и техники как фундаментальные механизмы генезиса и процессинга (наноинжиниринга) биомиметических наносистем, фемтосекундная химия квантовых наномолекулярных систем, аттосекундная физика квантовых наноэлектромеханических систем, математическое моделирование и компьютерные технологии нанобиодизайна интеллектуальных материалов и биомиметиков.
В данных работах закладываются основы квантового формализма для описания эффектов импульсной запутанности в субатомных (до 0,1 нм) и супраатомных (0,1—10 нм) масштабах неравновесного конденсированного состояния, а также для описания процессов квантовой релаксации импульсно-возбуждённых наночастиц. Эти исследования нацелены на решение современных проблем в области аттосекундных субатомных квантовых технологий наноэнергетики, в сфере дизайна интерфейсов интеллектуальных материалов и в других приложениях квантовой физико-химии.
Является автором свыше 400 научных публикаций в международных и российских изданиях, в том числе более 60 статей в международных журналах, входящих в базу данных Web of Science и Scopus. В соавторстве опубликовано семь монографий и шесть учебных пособий, получено 4 свидетельства о государственной регистрации программ для ЭВМ, 6 патентов.

## Награды и признание
За высокие достижения в развитии фундаментальных научных исследований и организацию системы подготовки специалистов через международные школы стал Лауреатом премии Алтайского края в области науки и техники 2001 года.
В 2005 г. награждён Нагрудным Знаком «Почётный работник Высшего профессионального образования Российской Федерации» за высокие показатели в научной работе и образовательной деятельности.
Состоит в Международном Оргкомитете конференции «Водородное материаловедение и химия углеродных наноматериалов» (ICHMS). В 2012 г. был включён в качестве сопредседателя в Международный Оргкомитет конференции «Development of Nanotechnologies: Challenges of International and Regional Scientific and Educational Centres» («Развитие нанотехнологий: задачи международных и региональных научно-образовательных и научно-производственных центров»). Являлся членом Консультативного комитета конференции «Nano and Giga Challenges in Electronics, Photonics and Renewable Energy» (Nano & Giga 2014, Аризона).
В 2014 г. в качестве приглашённого лектора выступил с докладом на международной конференции по применению новых нанотехнологий в решении современных проблем энергетики и охраны окружающей среды (ICEEN 2014, Пекин).
В 2018 г. отмечен Почётной грамотой Правительства Алтайского края за многолетний добросовестный труд и высокий профессионализм.
В 2022 г. в Москве в рамках V Профессорского форума «Наука и образование в условиях глобальных вызовов» был награждён премией «Профессор года» по Сибирскому Федеральному округу в номинации «химические науки».